# Astraea-Nunatak
Der Astraea-Nunatak ist ein rund 620 m hoher Nunatak auf der westantarktischen Alexander-I.-Insel. Er ragt etwa 10 km südlich der Staccato Peaks und östlich des Williams Inlet auf.
Teilnehmer der US-amerikanischen Ronne Antarctic Research Expedition (1947–1948) kartierten ihn anhand von Trimetrogon-Luftaufnahmen. Das UK Antarctic Place-Names Committee benannte den Nunatak nach dem Asteroiden (5) Astraea.